# Cục Quản lý Thi hành án dân sự (Việt Nam)
Cục Quản lý Thi hành án dân sự là cơ quan trực thuộc Bộ Tư pháp, thực hiện chức năng tham mưu, giúp Bộ trưởng Bộ Tư pháp quản lý nhà nước về công tác thi hành án dân sự và thi hành án hành chính trong phạm vi cả nước; thực hiện quản lý chuyên ngành về thi hành án dân sự và thi hành án hành chính theo quy định của pháp luật.

## Lịch sử
Tiền thân của Cục này là Tổng cục Thi hành án dân sự thành lập ngày 10 tháng 11 năm 2009, theo Quyết định số 2999/QĐ-BTP ngày 6 tháng 11 năm 2009 của Bộ trưởng Bộ Tư pháp.
Từ ngày 1 tháng 7 năm 2025, trong cuộc Cải cách thể chế Việt Nam 2024–2025, mô hình Tổng cục Thi hành án dân sự chấm dứt hoạt động, thay thế bằng Cục Quản lý Thi hành án Dân sự.
Cục trưởng hiện tại là ông Nguyễn Thắng Lợi.
Ngày 5 tháng 3 năm 2013, Thủ tướng Chính phủ Nguyễn Tấn Dũng ký Quyết định số 397/QĐ-TTg lấy ngày truyền thống của ngành Thi hành án dân sự là ngày 19 tháng 7 hàng năm.

## Cơ cấu tổ chức
Theo quy định năm 2025, cơ cấu tổ chức của Cục Quản lý Thi hành án dân sự gồm: Ban Pháp chế và Nghiệp vụ thi hành án dân sự; Ban Nghiệp vụ thi hành án hành chính và Thừa phát lại; Ban Kiểm tra, giải quyết khiếu nại, tố cáo; Ban Chuyển đổi số và thống kê dữ liệu thi hành án; Ban Kế hoạch - Tài chính; Ban Tổ chức cán bộ; Văn phòng. Đối với cấp địa phương, Tổ chức thuộc Cục Quản lý Thi hành án dân sự gồm 34 Thi hành án dân sự tỉnh, thành phố, gồm có 355 Phòng Thi hành án dân sự khu vực, các phòng và tương đương khác theo quyết định của Bộ trưởng Bộ Tư pháp Việt Nam.